# Синяя (приток Великой)
Си́няя (на территории Беларуси — Синю́ха; на территории Латвии — Зи́лупе; латг. Sīnuoja, Sīnupe, латыш. Zilupe, бел. Сінюха) — река в Беларуси, Латвии и Псковской области России, приток Великой. На территории Беларуси называется Синюха, на территории Латвии — Зилупе. Длина — 195 км, площадь водосборного бассейна — 2040 км², средний расход воды в 27 км от устья — 10,1 м³/с. Принадлежит к бассейну Балтийского моря.

Карта бассейна реки Нарва

Синяя вытекает из болот к северо-западу от Освейского озера, расположенного на территории Витебской области Беларуси, в самой северной точке страны, рядом с местом, где сходятся границы Беларуси, Латвии и России.
Крупнейший приток — Верша (справа). На реке расположены город Зилупе (Латвия) и посёлок Красногородск (Россия).
В верхнем течении — неширокий ручей. Сначала по нему проходит граница Латвии и Беларуси, затем Латвии и России, ещё ниже река уходит на территорию Латвии. В черте города Зилупе в 60 километрах от истока ширина реки ещё не превышает 10 метров, в русле камни и небольшие перекаты, песчаное дно, высокая скорость течения. Ниже Зилупе река быстро собирает воду небольших, но многочисленных притоков — ширина реки увеличивается до 10—15 метров, берега живописные, леса сменяются лугами.
В 18 километрах ниже Зилупе река в месте, где в неё впадает протока из озера Синее, вновь начинает образовывать границу Латвии и России, а ещё через 10 километров уходит на территорию России, где течёт на север параллельно Иссе и Великой. Перед большим посёлком Красногородск, районным центром Красногородского района Псковской области река выходит из лесного массива и начинает петлять в болотистых берегах. Ниже Красногородска ширина Синей увеличивается до 30 метров, скорость течения продолжает оставаться высокой.
В нижнем течении характер реки не меняется, по берегам сосновые леса сменяют луга и заболоченные участки. Синяя впадает в Великую тридцатью километрами выше города Остров.